# Aongstroemiaceae
Aongstroemiaceae — родина мохів порядку дикранальних (Dicranales).

## Біоморфологічна характеристика
Рослини мають малий або середній розмір і утворюють пухкі або густі газони. У поперечному розрізі стебла є центральна нитка. Листя зазвичай широке з тупим кінчиком, краї листя цілісні чи злегка зубчасті до зубчастих. Це дводомні рослини. Подовжена, пряма чи зігнута коробочкова ніжка несе гладку коробочку різної форми. Перистом є або відсутній.

## Поширення
Батьківщиною є Європа, Африка, Північна Америка, Південна Америка, Азія, Нова Гвінея.
Родина поширена в північній і південній півкулях, переважно в північних помірних і тропічних гірських поясах.

## Види
Роди:
- Anisothecium Mitt.
- Aongstroemia Bruch & Schimp.
- Aongstroemiopsis M.Fleisch.
- Calcidicranella Bonfim Santos, Fedosov & Jan Kučera
- Dichodontium Schimp.
- Diobelonella Ochyra
- Hygrodicranum Cardot
- Neodicranella R.D.Porley, Fedosov & Plášek
- Polymerodon Herzog
- Protoaongstroemia Fedosov, Ignatova & Jan Kučera